# Cybalomia cervinalis
Cybalomia cervinalis là một loài bướm đêm trong họ Crambidae.